# Найстаріші споруди планети
Найстаріші будівлі та споруди у світі служать своєрідною пам'яттю про тих людей, які побудували їх, переживши своїх творців на багато століть і тисячоліть. Більшість будівель епохи неоліту були зведені з гігантських кам'яних плит, покритих сумішшю глини і землі. Багато з них розташовували в нежитлових районах, поблизу моря, але на достатній відстані від берегової лінії, щоб вберегти їх від берегової ерозії. Інші ж древні споруди це будинки, храми і площі, багато з яких здатні кинути виклик традиційному сприйняттю ранніх цивілізації.
І хоча вчені і дослідники роблять все можливе, щоб забезпечити точність своїх розрахунків, радіовуглецевий аналіз дозволяє визначити лише приблизний вік археологічних знахідок. Періодичне калібрування методів радіовуглецевого аналізу за допомогою тестування стародавніх дерев, льоду і осадових порід дозволяє порівнювати отримані результати з глобальними кліматичними умовами, що були на нашій планеті за останні 52 000 років, і підвищувати точність визначення віку.
Ці дванадцять споруд, описаних нижче, на сьогодні є найдавнішими конструкціями, створеними людьми. Пов'язуючи нас з минулим, вони дають уявлення про те, яким було життя людини тисячі років тому:

## 1. Барненес— 4850 років до н.е
Найбільший мавзолей в Європі, Барненес вважається одним з найстаріших поховань у світі. Його розміри — 75 метрів в довжину і 25 метрів завширшки. Курган містить 11 камер, в які ведуть роздільні коридори. Малюнки, нанесені на його стіни, схожі на ті, що можна побачити і в інших похованнях, наприклад, у гробниці Гаврині. Під час розкопок тут була виявлена стародавня кераміка, сокири та наконечники стріл. Барненес розташований на східному узбережжі Франції, неподалік від Кельтського моря і Ла-Маншу.

## 2. Бугонський некрополь— 4700 років до н.е
Майже всі найстаріші кургани Європи знаходяться у Франції. І Бугонський некрополь не став винятком з цього правила. Тут були виявлені фрагменти сотень кісток, скелетів і захоронення артефакти. Некрополь складається з шести курганів, пов'язаних між собою. Найбільший курган тягнеться на цілих 72 метри в довжину і може похвалитися просторим внутрішнім приміщенням. На даний момент в цьому місці знаходиться музей, присвячений Бугонському некрополю і руїни цистерціанського монастиря, який зберігся трохи гірше, ніж некрополь.

## 3. Курган Сен-Мішель— 4500 років до н.е
Розкопки кургану Сен-Мішель велися з 1862 по 1864 роки і з 1900 по 1907 роки. Курган відновили остаточно в 1927 році, хоча ще довгий час після цього він був закритий для відвідувань туристів з міркувань безпеки. Його основа в довжину досягає 125 метрів, завширшки 60 метрів, а у висоту 12 метрів. Це найбільший курган у всій Європі. Вченим вдалося тут виявити безліч стародавніх артефактів і прикрас, які були передані місцевому музею.

### 4. Сардинський зикурат— 4000 років до н.е.
Сардинський зиккурат — це унікальне спорудження в Середземному морі. Цей зикурат (також званий храмом і пірамідою) знаходиться на острові Сардинія. Розкопки були розпочаті ще в 1958 році, але лише в 1990 році були доведені до кінця. Особливі методи будівництва, властиві Месопотамії, довгий час заважали вченим визначити точне походження цієї споруди. Серед інших особливостей стародавньої будівлі слід відзначити сферичні камені, які зазвичай використовували дельфійські оракули для передбачення майбутнього.

#### 5. Неп-оф-Гауар— 3700 років до н.е.
Один з найдавніших кам'яних будинків північно-західної Європи Неп-оф-Гауар розташований на острові Папа Уестрей, в архіпелазі островів на півночі Шотландії. Ця давня конструкція складається з двох споруд, розташованих на прямокутній ділянці і оточених кам'яними майстернями і коморами. Будівлі між собою з'єднуються низьким кам'яним проходом. Неп-оф-Гауар був виявлений абсолютно випадково, коли в результаті ерозії частина будівель виднілась над поверхнею землі. У 1930-х роках поселення було повністю викопано.

#### 6. Джгантія— 3700 років до н.е.
Це місце включено до списку Всесвітньої спадщини ЮНЕСКО. Храми Джгантії знаходяться на мальтійському острівці Гоцо і вважаються найдавнішими кам’яними спорудами у світі, які були побудовані ще за кілька століть до того, як були зведені Стоунхендж і єгипетські піраміди. Дослідники вважають, що плавність ліній і вигинів храму світчить про зв`язок із символами жіночності, культу родючості.

#### 7. Вест-Кеннет-Лонг-Барроу— 3650 років до н.е.
Розташована всього в 15 милях від легендарного Стоунхенджа, Вест-Кеннет-Лонг-Барроу є однією з найбільших камерних гробниць в Британії. Має 100 метрів в довжину, 3,2 метри у висоту і 25 метрів завширшки. Єдина конструкція епохи неоліту у всій Британії, яка перевершує ці розміри, носить назву Іст-Кеннет Барроу. У Вест-Кеннет-Лонг-Барроу було поховано принаймні 46 осіб, з якими були їхні ножі, прикраси, кераміка та інші атрибути земного життя. На думку дослідників, гробниця швидше за все була замурована близько 2000 року до нашої ери.

#### 8. Лістогіл— 3550 років до н.е.
Гробниця Лістогіл також відома під назвою Карроумор. Це стародавнє поховання розташоване в південній частині Ірландії. Лістогіл є найбільшим з чотирьох поховань, виявлених в Ірландії і займає площу в 3,9 квадратних кілометри. Сама гробниця в діаметрі досягає 33 метрів і є єдиною місцевою усипальницею закритого типу. Спочатку на цьому місці проводили кар’єрні роботи і робочі встигли трохи пошкодити стародавню конструкцію. Як і багато інших споруд неоліту, Лістогіл був сконструйований з урахуванням астрономічних явищ, і в певний день у році він буває повністю залитий сонячним світлом.

#### 9. Сечин Бахо— 3500 років до н.е.
Розташована в Караль, Перу, конструкція Сечин Бахо служила площею. Вона була виявлена в лютому 2008 року німецькими археологами. Судячи з усього, це найдавніша структура серед усіх відомих у Північній і Південній Америці. На площі розміщувалось кілька будівель на різних рівнях, що, ймовірно, означало, що їх перебудовували та відновлювали протягом століть.

#### 10. Ла-Хуг-Бі— 3500 років до н.е.
Ла-Хуг-Бі – ще один могильник, розташований в Джерсі. Його вік сягає епохи неоліту. Сама будівля була побудована з великих каменів, піднятих сюди за допомогою дерев’яних валів і пандусів із ґрунту. Крім гробниці, будівля функціонувала як місце проведення ритуалів і церемоній. У 12 столітті вона було перетворена з язичницького храму на християнський. Після повної реконструкції в 1931 році, це місце значно змінилось і тепер тут можна побачити каплицю та музей.

#### 11. Мідгау— 3500 років до н.е.
Розкопки Мідгау тривали з 1932 по 1933 рік. Археологам вдалося виявити безліч людських останків всередині гробниці. Усі тіла були обернені обличчями до входу, притулені спинами до стіни. Розташована на північному шотландському острові Рауза, Мідгау знаходиться близько до берега і була створена спеціально для того, щоб забезпечити рідним і близьким загиблих легкий доступ до тіл померлих.

#### 12. Коридорна гробниця на острові Гаврині— 3500 років до н.е.
Розташована на безлюдному острові на півдні Франції в затоці Морбіан, гробниця Гаврині є древньою кам’яною спорудою, призначеною для поховання. Всередину гробниці веде кам’яний коридор довжиною 14 метрів. Його стіни прикрашають вигравірувані символи і візерунки. Діаметр конструкції – 50 метрів, а стеля зроблена з 17-тонної кам’яної плити, покритої малюнками, багато з яких так і залишилися незавершеними. Цікаво, що вхід зроблений так, що в день зимового сонцестояння сонце потрапляє в проріз головного входу в гробницю і заливає світлом все внутрішнє приміщення, аж до задньої стіни усипальниці.

1. 1 2  Архівована копія. Архів оригіналу за 14 вересня 2016. Процитовано 21 вересня 2016.{{cite web}}:  Обслуговування CS1: Сторінки з текстом «archived copy» як значення параметру title (посилання)